# Kloster Clontuskert

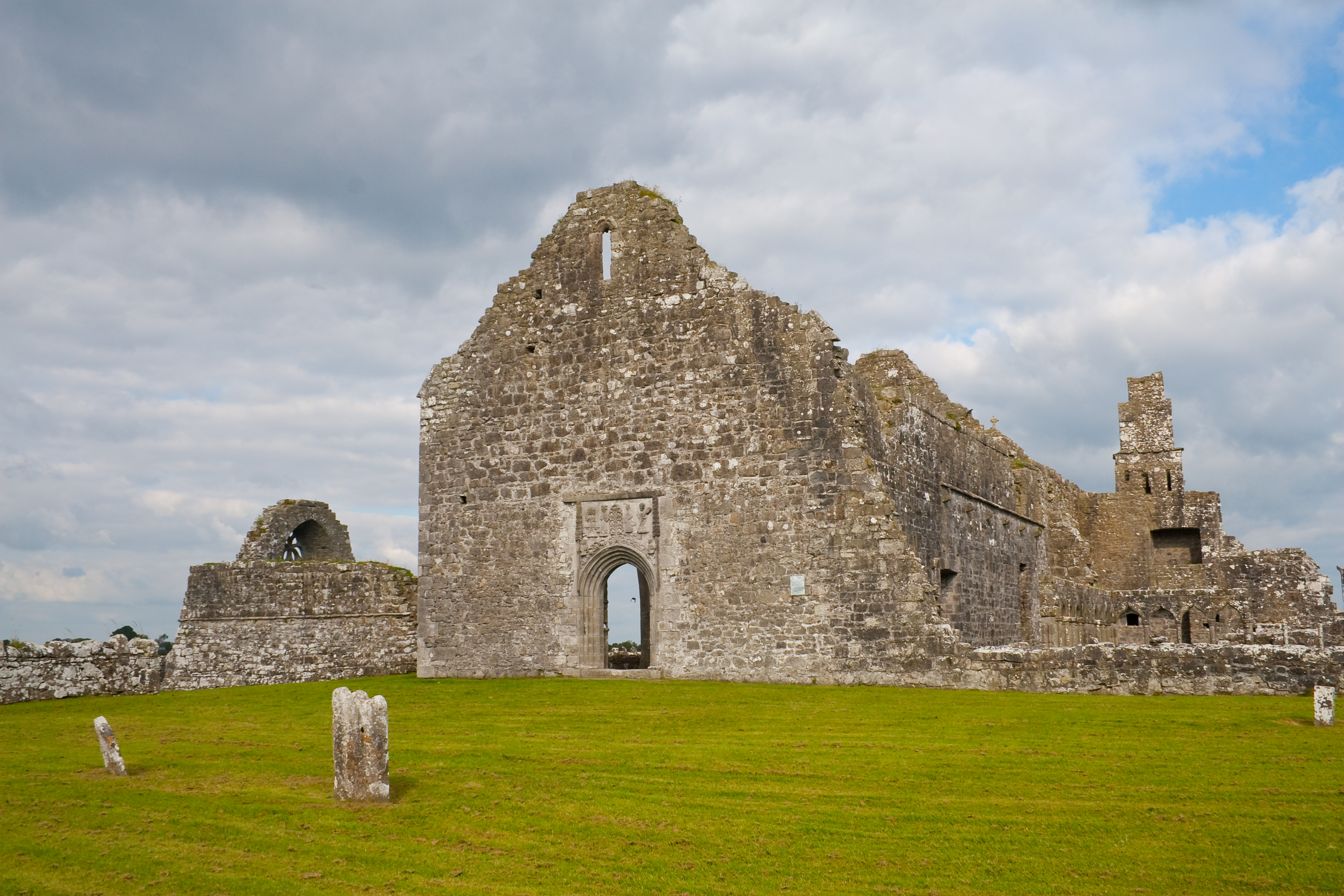
Westansicht des Klosters

Das Kloster Clontuskert (irisch Cluain Tuaiscirt, englisch Clontuskert Priory) wurde nach 1140 von der Familie O’Kelly als der Jungfrau Maria gewidmetes Priorat des Arrouaise-Ordens in der Diözese Clonfert gegründet. Während der Reformation fiel das Haus 1562 an den Earl of Clanricarde. Inwiefern die Kanoniker zunächst bleiben konnten, ist unbekannt. Um 1637 wurde das Kloster restauriert und von den Augustiner-Eremiten genutzt. Lokalen Traditionen zufolge wurde das Kloster während der Rückeroberung Irlands teilweise zerstört und die Brüder vertrieben. Seit 1970 unterliegt die Anlage der Betreuung der Commissioners of Public Works in Ireland.
Das Kloster liegt auf dem Gelände eines im 8. Jahrhundert von St. Boedan gegründeten frühchristlichen Klosters, etwa 100 Meter von einem Bach entfernt, der in den River Suck mündet. Die Überreste des Klosters sind erreichbar über die R355 zwischen Portumna und Ballinasloe.

## Geschichte
Máel Máedóc Ua Morgair, zunächst ab 1132 Erzbischof von Armagh, später ab 1137 Bischof von Down, reiste 1139–1140 nach Rom, wo er zum apostolischen Legat für Irland ernannt wurde. Während seiner Reise besuchte er die Abtei Arrouaise, die auf Anregungen des Zisterziensers Bernhard von Clairvaux die augustinische Regel erweitert hatte und in Folge zum Zentrum einer augustinischen Reformbewegung wurde. Máel Máedóc Ua Morgair ließ all die das Ordensleben regelnden Bücher kopieren und nahm diese nach Irland mit. Als er nach Irland zurückkehrte, verbreitete sich die Ordensregel rasch und wurde insbesondere im Norden Irlands aufgenommen.
Viele der irischen Neugründungen des Arrouaise-Ordens erfolgten auf geeigneten Standorten, die bereits von frühchristlichen Klöstern genutzt worden sind. Im Falle von Clontuskert wurde der Ort eines im 8. Jahrhundert von St. Boedan gegründeten frühchristlichen Klosters gewählt, dessen Gemeinschaft sich bereits aufgelöst hatte. Der Grund war günstig für den Bau eines Klosters, da er nahe zu einem ausreichend Wasser führenden Fluss liegt und nicht von Hochwasser bedroht ist. Für den Bau wurde der lokal bei Ballinasloe zur Verfügung stehende graue Kalkstein verwendet.

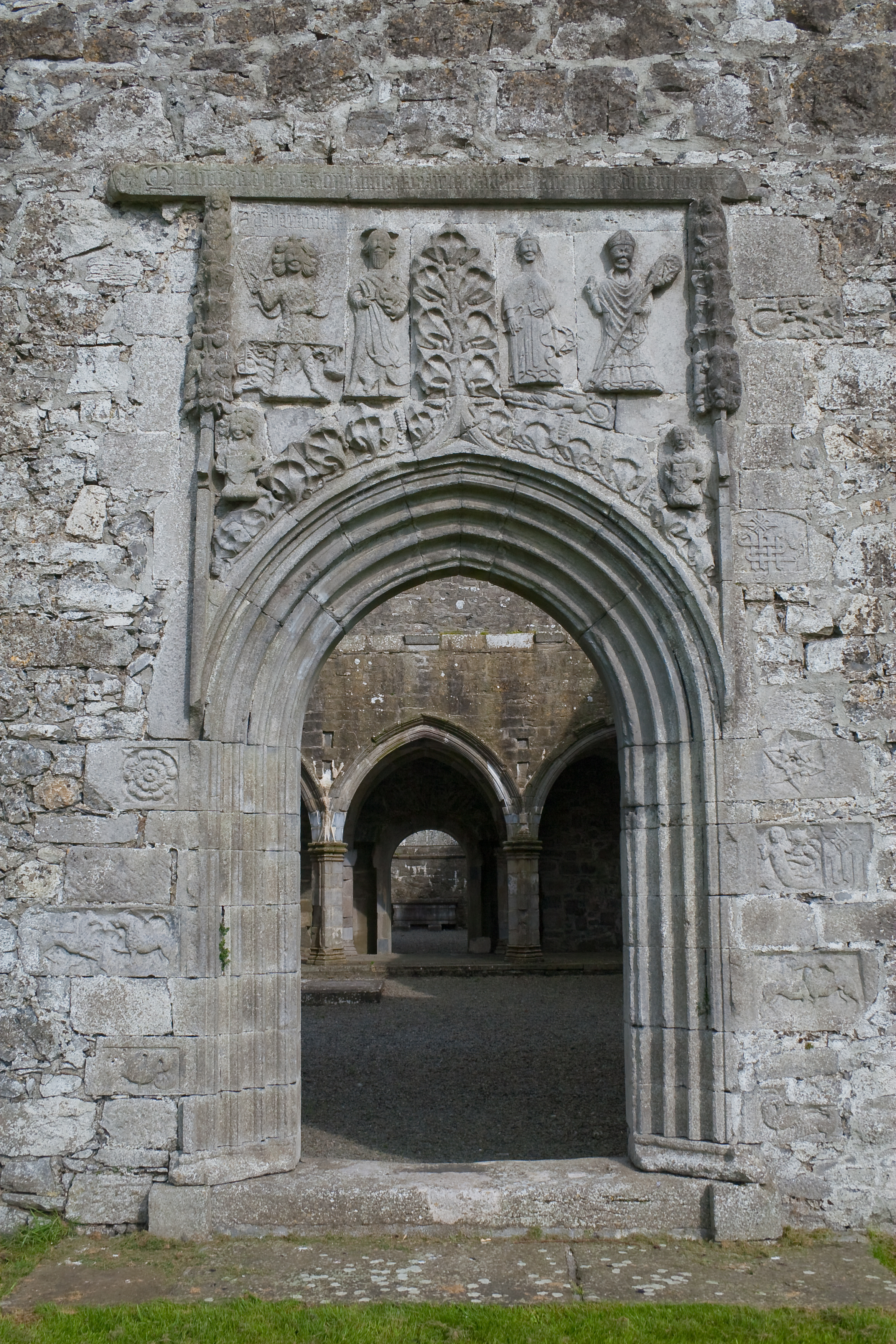
Westportal aus dem 15. Jahrhundert

Von der Anfangszeit sind kaum Informationen überliefert. Einschneidend war ein fataler Brand im Jahr 1404, bei dem nicht nur die Kirche zerstört wurde, sondern auch Bücher und der gesamte Kirchenschatz verloren ging. Zur Finanzierung des Wiederaufbaus wurde 1413 ein Ablass gewährt. Der größte Teil der bis heute erhaltenen Teile des Klosters gehen auf die Wiederaufbauten des 15. Jahrhunderts zurück. Dazu gehört das Kirchenschiff, der Lettner, das für Irland einzigartige Westportal und der Klostergarten mit den umlaufenden Arkaden.
Nachdem das Kloster durch den Bischof und anderen unrechtmäßig besteuert wurde, kam es 1443 unter den Schutz des Papstes, der bei dieser Gelegenheit auch die Besitztümer bestätigte. Im 15. Jahrhundert wurde das Amt des Priors fast ausschließlich mit Mitgliedern der Gründerfamilie O’Kelly besetzt. Der Prior Breagal O’Kelly fiel in einer Schlacht im Jahr 1444, als er mit Cormac MacCoghland und seinem Sohn James gegen einen anderen Zweig der Familie MacCoghland kämpfte. Zu den weiteren Prioren aus der Familie gehören Odo (1445), John (1457), Thady (1470) und Donatus (1475). Es kam dabei zu Missständen, wie einige Anklagen belegen. So beschuldigte 1470 Donatus seinen Prior Thady, einen Laien getötet zu haben. Donald O’Kelly beschuldigte 1475 den Prior Donatus, es zuzulassen, dass die Kanoniker außerhalb des Klosters leben und Besitztümer haben.
Im Jahr 1562 fielen das Kloster und die zugehörigen Besitztümer an den Earl of Clanricarde. Einige Restaurierungen fanden um 1637 statt. Diese Jahreszahl wurde über dem Durchgang einer zu dieser Zeit frisch hinter dem Lettner eingebauten Wand eingraviert. Zu dieser Zeit gehörte das Kloster nicht mehr dem Arrouaise-Orden, sondern den Augustiner-Eremiten. Wenig später kam es lokalen Traditionen zufolge zur Vertreibung der Brüder und der Zerstörung der Wohnquartiere. 1918 fiel das Ostfenster im Chor ein, das jedoch 1971 im Rahmen umfangreicher Konservierungsarbeiten wieder restauriert werden konnte.